# Aurel Rubbish
Aurel Rubbish est un artiste contemporain français, qui se distingue dans la technique du papier découpé à la main, historiquement appelé, jiǎnzhǐ (chinois : 剪纸), japonais : kirigami (切り紙), ou plus récemment, anglais : paper-cut.

## Biographie
Aurel Rubbish est né en 1980 à Besançon en France. Il vit et travaille à Besançon.
Autodidacte, la rue est son premier terrain d’expression, dans les années 2000. Séduit par la rapidité d’exécution du pochoir, il va cependant faire évoluer sa pratique vers le papier-découpé. La rencontre avec un collectionneur qui se porte acquéreur d’une matrice de l’un de ses pochoirs, le pousse à se consacrer entièrement à cette technique dans son atelier. Ainsi, il sera le premier Français à présenter ses œuvres habilement découpées en les collant dans la rue, dès 2011.
Le travail d’Aurel Rubbish est influencé par certaines périodes de l’histoire de l’art comme le Symbolisme, l’Art Nouveau, influences auxquelles il associe l’univers du tatouage, des icônes religieuses (canivet), ou son goût pour les vanités. Le thème de la nature est également très présent dans ses œuvres. Il se réclame comme étant proche du courant contemporain pop-surréaliste, ou du mouvement street-art à ses débuts.
Dans la série Métamorphosis, entamée en 2013, Aurel Rubbish réalise sur des grands formats de papier rives 120 g des fragments de visages qui fusionnent avec des motifs végétaux et organiques, le tout dans des encadrements à motifs géométriques très détaillés. Ses découpes précises sont exécutées sur du papier noir, qu’il combine à la feuille d’or[réf. souhaitée]. 
La même année, la série des Hands Study montre le travail d’Aurel Rubbish sur d'autres supports. Entièrement réalisée sur des carnets Moleskine ouverts sur les pages centrales, cette série considère les mains sous toutes ses formes. Associé à des ornements floraux, le rendu des mains ressemble quasiment à de la dentelle.[réf. souhaitée]
Sa technique de découpe délicate et perfectionnée fait de lui le représentant français du paper-cut. Sa première exposition solo a lieu au cabinet d’amateur en 2013. Graffiti Art magazine l’introduit dans son hors-série Le Guide de l’Art Contemporain Urbain 2013. La même année, il est invité par l’association Le MUR pour réaliser une œuvre éphémère sur un mur du 11e arrondissement de Paris. En 2014, il collabore avec l’artiste américaine Swoon, avec laquelle il partage une affinité artistique et technique[réf. souhaitée], pour une œuvre à quatre mains présentée en exclusivité à la galerie Speerstra. En 2015, il participe à Los Angeles à l’exposition collective Paper Cut, qui réunit 6 artistes les plus talentueux dans ce domaine.
Il est représenté en Suisse par la Speerstra Gallery, en France par la galerie Mathgoth et aux États-Unis par la galerie Subliminal Projects, appartenant à Shepard Fairey.

## Expositions
2012
- The Paper-Cut Solo Show, le cabinet d’amateur, Paris
- Exposition collective, Galerie Ligne 13, Paris
- Small is beautiful (Two), le cabinet d’amateur, Paris

2013
- Le M.U.R d’Oberkampf, Paris[4]
- Cadavres Exquis, exposition collective, le cabinet d’amateur, Paris
- Exposition collective, Galerie Ligne 13, Paris
- Exposition collective, Speerstra Gallery, Bursins, Suisse
- Street Art dans les pentes, exposition collective, Space Junk Center, Lyon
- Just in, exposition collective, La Lune en parachute, Épinal
- Street Boulevard, exposition collective, Collection SI particulière, Metz

2014
- Gratia Plena, solo show, Speerstra Gallery, Bursins, Suisse
- New Romantic, solo show, Galerie Mathgoth[5]

2015
- Paper Cut, exposition collective, Subliminal Projects Gallery, Los Angeles, États-Unis

2016
- French Connections, exposition collective en partenariat avec la Speerstra Gallery, galerie LJ, Paris.
- Art Paris Art Fair, mars-avril, Speerstra Gallery
- Paper Pop, Galerie Mathgoth, Paris
- Suggest, Speerstra Gallery, Bursins , Suisse

2017
- Art Paris Art Fair, mars-avril, Speerstra Gallery
- 13 Art Fair, octobre, Paris, Speerstra Gallery

2018
Vegetal Obsession, Speerstra Gallery, Paris